# 미나모토노 다메토모

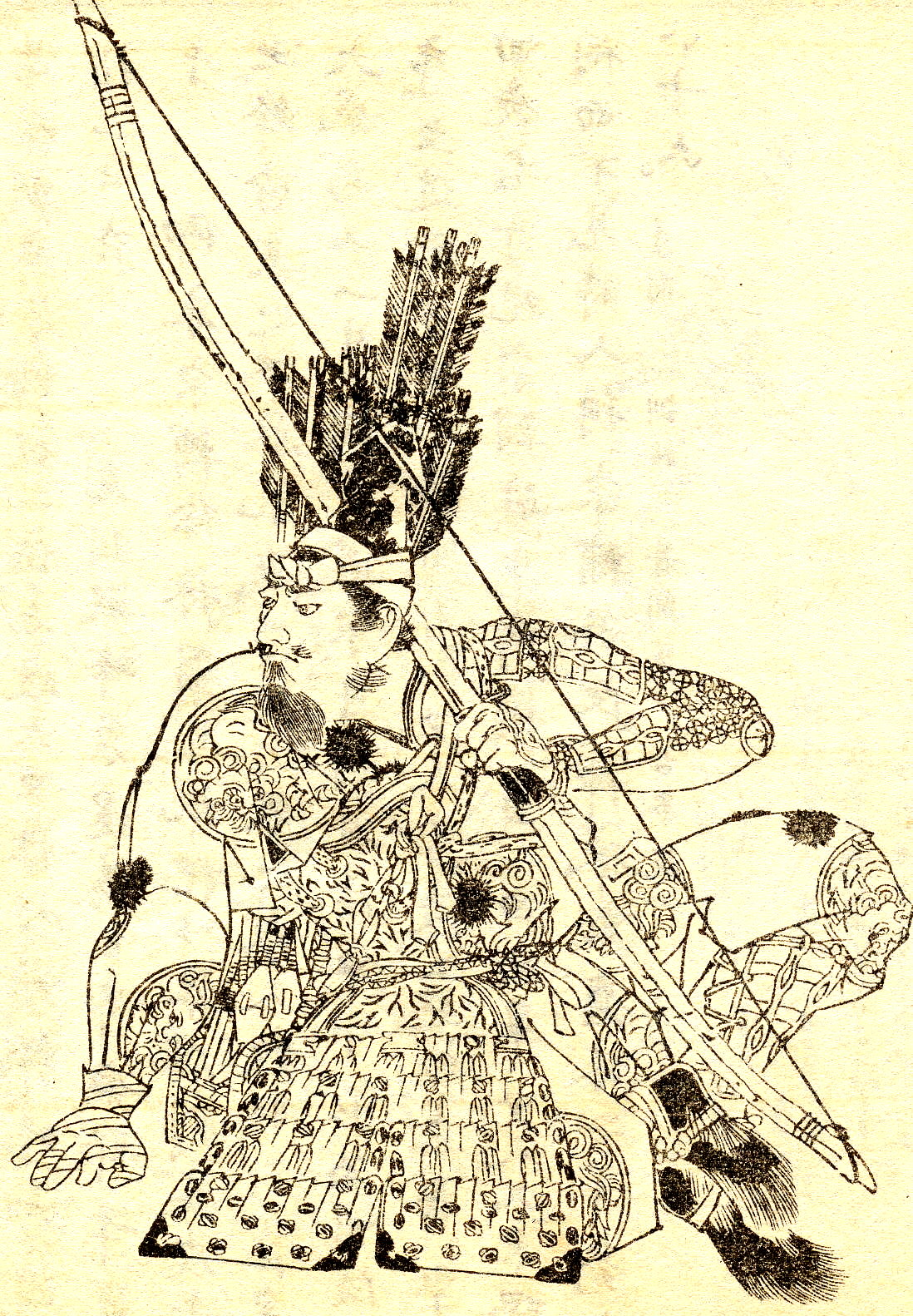
미나모토노 다메토모

미나모토노 다메토모(일본어: 源爲朝, 호엔(保延) 5년(1139년) ~ 가오(嘉応) 2년 음력 4월 6일(1170년 4월 23일))는 일본 헤이안 시대 말기의 무장이다.
미나모토노 다메요시(源爲義)의 여덟 째 아들로 어머니는 셋쓰국(攝津國) 에구치(江口)의 유녀였다. 미나모토노 요시토모(源義朝), 미나모토노 요리카타(源賴賢) 등의 형제가 있었고, 일본 역사상 전설적인 무사 미나모토노 요시쓰네(源義經)와 가마쿠라 막부 초대 쇼군인 미나모토노 요리토모(源賴朝) 형제에게는 삼촌이 된다. 활의 명수이며, 진제이(鎭西, 지금의 일본 규슈九州 지역)에서 주로 활약했으므로 진제이하치로(鎭西八郞)라고 불린다.

## 생애
흔히 알려진 다메토모의 생애는 보통 헤이안 시대의 군담소설이자 사실상 그가 주인공으로 등장 및 활약하는 《호겐 이야기》(保元物語)에 많이 의거하고 있는데, 《호겐 이야기》 속 다메토모의 활약상은 인간의 그것을 훨씬 뛰어넘고 있어 있는 그대로 믿을 수는 없지만, 가마쿠라 중기에 성립된 《구칸쇼》(愚管抄)에도 다메토모가 형 요리카타와 함께 분전했다고 기록되어 있고, 가마쿠라 막부의 정사(正史)인 《아즈마카가미》(吾妻鏡)의 겐큐(建久) 2년(1191년) 8월 1일조에, 전장에서 다메토모에게 화살을 맞은 적이 있었던 오오바 가게요시(大庭景義)가 다메토모를 '천하에 비길 데 없는 궁시의 달인(無雙の弓矢の達者)'이라 증언하고 있어, 강한 무사였던 것은 확실하다.

### 진제이총추포사
생김새가 무척 괴걸스럽고 체격은 키만 7척(210cm) 가량에다, 오른팔보다 4촌(12cm) 정도 더 긴 왼팔로 세상에서 강궁이라 부르는 활을 자유자재로 다루었던 다메토모였지만 거만한 성격 탓에 자기 형들 앞에서도 겸손한 꼴을 보인 적이 없었다고 한다.
13세 때 아버지 다메요시에게 의절당하고 진제이로 쫓겨나, 오와리노곤노카미(尾張權守) 이에토(家遠)의 후견을 받으며 분고국(豊後國)에 살게 되었는데, 히고국(肥後國) 아소(阿蘇)에 거점을 두고 있던 다이라노 다다쿠니(平忠國)의 사위가 되어 스스로를 '진제이총추포사(鎭西總追捕使)'라 칭하고는 기쿠치(菊池)ㆍ하라다(原田) 등 진제이의 호족들과 수십 회의 전투 및 공성전을 반복한 끝에, 불과 3년 만에 진제이를 평정해 버린다. 가시이 궁(香椎宮)의 신인이 다메토모의 이러한 난동을 조정에 호소했고, 결국 규쥬(久壽) 원년(1154년)에 도바 상황(鳥羽上皇)은 다메토모에게 "당장 교토로 오라"는 선지를 내렸다. 다메토모는 처음에는 인젠에 따르지 않았지만 이듬해(1155년)에 아버지가 게비이시(檢非違使)에서 해관(解官)당했다는 말에 귀향을 결심, 진제이의 강자 28기(騎)를 데리고 교토로 상경했다.

### 호겐의 난
상경한 이듬해인 호겐 원년(1156년)에 도바 법황이 붕어하고, 황위를 둘러싸고 대립하던 스토쿠 상황(崇德上皇)과 고시라카와 천황(後白河天皇)의 무력 충돌이 불가피해지자, 쌍방 진영은 앞다투어 유력한 무사를 초빙하는데 열을 올렸다. 다메토모의 아버지 다메요시는 스토쿠 상황편에 대장으로서 초청받게 되었다. 고령을 들어 세 번이나 사양했지만 결국 승낙했고 이때 다메토모는 요리카타 및 다섯 형제와 함께 아버지를 따라 스토쿠 상황의 거처 시라카와기타도노(白川北殿)에서 상황을 알현했다. 한편, 간토(關東)을 거점으로 하고 있던 장남 요시토모는 이세 헤이시의 다이라노 기요모리(平淸盛)와 함께 수많은 도고쿠(東國) 무사를 이끌고 천황편에 가담하기에 이른다.
다메토모는 곰가죽으로 칼집을 감싼 3척 5촌(약 105cm)의 타치(太刀)를 차고, 8척 5촌(약 255cm) 길이의 다섯 명이 붙어서 잡아 당겨야 겨우 움직일 정도의 강궁을 가지고 니시가와라(西河原) 방면의 문을 지켰다. 7월 11일의 군사회의에서 다메토모는 이런 작전계획안을 내놓았다. "어려서부터 진제이에서 자라 많은 전투를 치러 봤지만, 야토(夜討, 야간기습)만한 전술이 없었습니다. 해가 뜨기 전에 이 다메토모가 다카마쓰도노(高松殿, 고시라카와 천황측 본영)을 습격해 세 방면에서 불을 지르고 단번에 치겠습니다. 불을 피해 빠져나오는 놈들은 화살로 쏘면 되고, 화살을 피한다고 해도 불에 타서 죽을 것입니다. 요시토모가 나오면 제가 쏘아 죽이겠습니다. 기요모리 같은 놈의 비실거리는 화살 따위는 상대할 것도 못 됩니다. 도망치는 주상(고시라카와 천황)이 탄 수레의 인부를 닥치는 대로 쏘아 죽인 뒤, 주상을 사로잡읍시다." 하지만 사다이진(左大臣) 후지와라노 요리나가(藤原賴長)는 무시해 버렸다. "난폭한 소리 하지 마라. 야토 같은 건 무사들끼리의 사적인 전투에서나 하는 것인데 이건 주상과 상황이 나라를 두고 벌이는 싸움이 아니냐. 내일 난토(南都, 나라奈良)에서 고후쿠지(興福寺)의 승병이 도착하는 대로 결전을 치를 것이다. 오늘 밤은 고쇼를 지키도록 해라." 다메토모는 요시토모가 반드시 야토를 감행해올 것이라며 아까워했다.
그날 밤, 과연 다메토모의 예견대로, 천황측은 시라카와기타도노에 야토를 감행해왔고, 상황측은 급히 지모쿠(除目, 관리 임명식)를 실시해 다메토모를 구란도(藏人)로 임명하지만, 다메토모는 원래의 '진제이하치로'로 충분하다며 사양하였다.
다이라노 기요모리의 군세가 다메토모가 지키는 서문을 공격해 왔을 때, 기요모리의 가신 이토 가케쓰나(伊藤景綱)와 다다키요(忠淸)ㆍ다다나오(忠直) 형제가 나와서 다메토모에게 장수간 결투를 청했다. 이토 가게쓰나는 일찍이 스즈카 산의 대도적 오노노 시치로(小野七郞)를 생포한 전적이 있는 뛰어난 무사로서, 자신의 다섯째, 여섯째 아우를 데리고 다메토모에게 싸움을 청한 것인데, “기요모리가 직접 나와도 모자랄 판에 네놈들 따위 상대도 안 되니 물러가라.”고, 다메토모가 소리치자 다다나오가 “그럼 소생의 화살을 일단 한 번 받아 보시지요.” 하고 대답했고, “성에 안 차는 상대기는 하다만, 이승에서의 네 마지막 소원이라면 내 들어는 주마.” 하며 다메토모는 7촌 5푼의 화살을 꺼내 그대로 그에게 쏘았다. 다메토모의 화살은 다다나오를 단번에 꿰뚫고 뒤에 있던 다다키요의 갑옷에 꽂혔다.
기요모리의 군대는 경악하여 겁에 질렸고, 아예 기요모리가 부서를 바꾸어 북문으로 향하기까지 했다. 장남 시게모리(重盛)가 분하다고 다시 도전하려 했는데도 기요모리는 말리기 바빴는데, 이가국(伊賀國) 사람으로 힘 센 장사로 소문이 자자하던 야마다 고자부로 고레유키(山田小三郞是行)는 겨우 화살 한 대로 물러나는 것은 분하다며, 나가서 싸우고자 이름을 밝히고 화살을 쏘았다. 다메토모는 그 용기가 가상하다며 첫 발을 먼저 쏘게 허락했지만, 고레유키가 쏜 한 발은 빗나갔고, 뒤이어 다메토모가 날린 화살은 그대로 그의 몸과 타고 있던 말의 안장을 꿰뚫어 버렸고, 말안장까지 꿰뚫린 채 고레유키의 말은 서쪽의 강변으로 나아가는 요시토모의 군세 앞에까지 달려 나왔다. 그 엄청난 힘에 군사들은 무서워했지만, 요시토모는 다메토모의 위장 공작이라면서 다메토모의 앞까지 육박해왔다.
요시토모의 최측근 노토(郎党)인 가마타 마사키요(鎌田政淸)가 출전하여 다메토모 앞에 자신의 이름을 외치며 명적을 쏘아 올렸다. 다메토모는 그를 향해 “네 주인 앞에서 썩 물러가라.” 외쳤지만 마사키요는 “당신이 예전에는 내 주인이셨는지 모르지만 지금은 칙명을 어긴 폭도일 뿐이요.” 라 목청을 높이며 그에게 화살을 쏘았다. 마사키요의 화살이 다메토모의 투구에 명중했다. 다메토모는 격노해 날뛰며 “네놈 따위는 화살도 아깝다. 맨손으로 때려 죽여주겠다.”며 자신의 친위대인 28기를 모조리 거느리고 나와 마사키요를 공격했고, 마사키요는 맹렬한 그들의 공격을 감당해 내지 못하고 간신히 도망쳐 요시토모에게 보고했다. 하지만 요시토모는 “말 위에서 하는 싸움은 반도(坂東) 무사들이 진제이 무사들보다 낫다”며 2백 기를 거느리고 공격해 들어갔다.
혼란 속에서 요시토모가 “칙명이다, 해산하라.”고 외치자 다메토모는 “우리가 받드는 것은 칙명이 아니라 인센이다.”라고 소리쳤다. 요시토모가 “감히 네가 형(요시토모)에게 활을 겨눈다면 신불(神佛)의 가호를 잃을 것이다.” 하고 으르자 다메토모는 다시 “허면 아들이 아버지(다메요시)에게 활을 겨누면 어찌 된다더냐?”라고 반박했고 요시토모는 말문이 막혀버렸다.
난전 속에서 요시토모에 비해 열세였던 다메토모는 일단 문 안으로 군사를 끌어들였고, 요시토모군은 그 추격에 걸려든다. 형의 모습을 확인한 다메토모는 그를 쏘아 맞히려 했지만, 혹시 아버지와 형 사이에 다른 생각이나 자기가 모르는 모종의 계획이 더 있었을지 모른다는 생각에 단념하고 요시토모를 위협해 자리를 빠져나가려 했고, 다메토모가 쏜 화살이 요시토모의 투구 뿔을 맞혀 부러뜨렸다. 하마터면 말에서 떨어질 뻔한 요시토모는 다메토모에게 “난폭하다는 것은 들어서 알고 있었지만, 역시나 성질 하나는 고약한 놈이로구나.” 하고 소리치고, 다메토모는 “원하신다면 한 발 더 쏴드리지요, 어디든지 맞혀 주겠소이다.” 라며 화살을 당겼다. 순간 신소노 기요쿠니(深巢淸國)가 둘 사이에 끼어들었고 다메토모의 화살은 그의 몸을 꿰뚫어버렸다.
다메토모의 활실력에 질려버린 요시토모는 반도 무사들을 몰아 다메토모와 싸우게 했고, 오오바 가게요시ㆍ가게치카(景親) 형제가 출전했다. 다메토모는 말등 위에서 '시험삼아' 명적을 쏘았는데, 그 화살은 가게요시의 왼쪽 무릎을 맞혀 낙마시켰고 카게치카는 낙마한 형을 데리고 도망갔다. 훗날 요시토모의 아들을 받들어 가마쿠라 막부의 고케닌(御家人)이 된 가게요시는 술자리에서 이때의 전투를 회상하면서, "다메토모는 천하에 비길 데가 없는 활의 달인이었지만, 자신의 키보다 큰 활을 사용한 까닭에, 말 등에서 그걸 다루는 것이 익숙하지 않아 목표물을 잘못 맞힌 것이다."이라고 회상했다.
요시토모 휘하 반도 무사들과 다메토모 휘하 28기와의 격투는 계속된다. 그 중에서 19세의 나이로 첫 출진한 가네코쥬고로 이에타다(金子十郞家忠)가 크게 활약하여, 다메토모의 28기 가운데 다카마노사부라우(高間三郞)ㆍ시라우(四郞) 형제를 전사시킨다. 이에 그치지 않고 야마구치로쿠로(山口六郞)ㆍ센바시치로우 역시 나서서 가네코쥬고로에 이어 산챠츠부테노 키헤이지ㆍ오호야노신자부라우에게 부상을 입힌다. 다카마 형제를 죽인 가네코 주로가 다메토모의 앞에 나와 그를 도발하지만, 가네코의 용기에 감탄한 다메토모는 그를 쏘아 죽이려 나서는 스도우쿠로우를 막으며 살려주기로 한다.
이 와중에 요시토모가 거느리던 반도 무사 53기가 죽고, 다메토모도 진제이 28기 중 23기를 잃었다. 다른 문에서도 격전이 계속되어 승부는 쉽게 나지 않았다. 마침내 요시토모는 고시라카와 천황이 있는 다이리(內裏)에 사자를 보내 시라카와기타도노에 대한 화공(火攻) 승인을 청했고 천황은 허락했다.
불화살이 시라카와기타도노를 태워, 삽시간에 불길에 휩싸인 대궐에서 상황편은 대혼란에 빠졌다. 스토쿠 상황과 후지와라노 요리나가가 탈출하고 다메요시와 요리카타ㆍ다메토모 등의 무사들도 각각 흩어져버렸다. 이 싸움에서 다메토모는 쉰 대나 되는 화살을 쏘았지만, 빗나간 것은 요시토모의 투구를 부러뜨린 것과 오오바 가게요시의 무릎을 맞힌(그나마도 말 위에서의 활쏘기가 그에게 익숙하지 않았던 탓에) 두 대 뿐이었다. 아군이 완패하는 와중에도 다메토모는 화살을 쏘며 항전하다가 하나 남은 명적을 시라카와기타도노의 정문에 쏘아 맞히고서 이를 갈며 퇴각한다.
다메요시는 아들들과 함께 도고쿠에서 재기를 도모하지만, 늙은 몸에 마음까지 약해진 그는 출가하여 항복하기로 결정했다. 요시토모 자신이 포상을 포기할망정 아비와 형제들을 도울 것이라는 아버지에게, 다메토모는 끝까지 반대하며 도고쿠 낙향을 주장했다. 하지만 결국 다메요시는 항복해 버렸고, 끝내 사면받지 못한 채 아들들과 함께 붙잡혀 고시라카와 천황의 칙명으로 아들 요시토모의 손에 처형당했다. 다메토모는 도망쳐 오미국(近江國) 사카타(坂田, 지금의 일본 시가현 사카타 군)에 숨었지만, 온천에서 병을 치료하던 도중, 밀고를 받고 출동한 사토 시게사다(佐渡重貞)의 손에 포위당해 저항 한번 못 해보고 붙잡혀버렸다.
교토로 호송되었을 때에는 소문이 자자한 용사를 보려고 군중들이 몰렸고, 천황까지도 다메토모를 한 번 보고 싶어 했을 정도였다. 다메토모는 신기에 가까운 무용을 참작해 간신히 목숨은 부지했지만, 8월 26일에 천황의 명으로 팔꿈치 힘줄이 강제로 끊겨 자신이 그토록 자랑하던 활을 쏠 수 없는 몸이 되었다. 그 와중에서도 몸부림을 쳐서 자신을 호송하던 수레를 부수는 등 그 힘을 드러냈다.

### 이즈 유배
이즈(伊豆) 오오시마(大島)로 유배당한 뒤, 팔꿈치에 입었던 상처가 치유되어 그 강궁의 기술이 예전보다 두 배나 더 강해졌을 정도로 회복되었고, 이때부터 다시 기세를 떨치기 시작하더니 섬의 대관(代官) 사부로다이후 다다시게(三郞大夫忠重)의 사위가 되어 이즈의 여러 섬을 자신의 휘하에 두고 해마다 바치던 세금도 내지 않게 되었다.
하지만 미나모토노 다메토모의 감시역으로서 당시 이즈의 여러 섬을 영지로 다스리던 이즈노스케(伊豆介) 구도 모치미쓰(工藤茂光)를 두려워한 다다시게는 다메토모 몰래 교토 조정에 연공을 납입했지만, 그것을 알게 된 다메토모는 격노하여 다다시게의 양손 손가락을 세 개씩 잘라 버린다. 그리고 섬 안에서 무용이 뛰어난 자는 모두 자신의 적으로 간주하고 그 팔을 부러뜨리며, 자신이 가진 것 이외의 화살은 모두 태워 버리도록 했다.
에이만(永万) 원년(1165년), 하치죠지마에 머무르고 있던 다메토모는 동쪽으로 날아가는 왜가리와 백로를 보고 저너머에 섬이 있다고 판단, 배를 타고 새떼를 쫓아 미지의 섬 오니가시마(鬼が島)에 도착, 섬의 이름을 노지마(蘆島)라 짓고 주민 한 명을 데리고 돌아왔다. 그렇게 다메토모는 이 섬을 비롯한 이즈의 일곱 개 섬을 실질적으로 지배하기에 이르렀다.
다메토모에게 영지를 빼앗길 것을 두려워한 구도 모치미쓰가 가오(嘉應) 2년(1170년) 다메토모의 난폭함을 조정에 고발하면서 마침내 고시라카와 상황은 다메토모를 토벌하라는 선지를 내린다. 4월, 모치미쓰는 이토(伊東)ㆍ호조(北條)ㆍ우사미(宇佐美) 등 500여 기, 군선 20척을 이끌고 다메토모를 바짝 몰아붙였다. 그동안 저질러온 폭정으로 섬사람들에게 원망을 사고 있었던 다메토모를 아무도 도우려 하지 않았고, 저항해 봤자 소용없다는 것을 깨닫고 다메토모는 섬에서 얻은 아홉 살 된 아들 다메요리(爲賴)를 자기 손으로 죽인 뒤 스스로 목숨을 끊으려 했다. 하지만 그 전에 한 발이라도 화살을 쏘아보고 죽자는 생각에, 3백 명 정도가 타고 있는 군선을 향해 자신이 그토록 자랑하던 강궁을 당겨 쏘았고, 화살은 보기 좋게 명중했다. 바닷속으로 사라지는 배를 보면서 다메토모는 손에서 활을 버리고 "호겐의 싸움에선 화살 하나로 두 명을 죽였는데, 가오의 지금은 화살 하나로 수많은 사람을 죽였구나."라고 중얼거린 뒤 '나무아미타불'을 한 번 외치고 저택 기둥에 기대어 할복 자결했다.
무로마치 시대의 씨족 조사 기록인 《손피빈먀쿠》(尊卑分脈)에는 다메토모의 사망을 지쇼(治承) 원년(1177년), 그의 나이 33세로 적고 있다.
화살 한 발로 배를 침몰시켜버린 다메토모의 무시무시한 궁술에 겁을 먹은 모치미쓰의 추토군은 좀처럼 상륙할 엄두도 내지 못했지만, 토벌군 가운데 가토 가게카도(加藤景廉)라는 자가 다메토모가 이미 죽었음을 간파하고 나기나타(薙刀)로 그의 목을 쳤다.

## 다메토모 전설
- 사가 현(佐賀県)의 구로히게 산(黒髪山)에는 다메토모가 뿔 일곱 개 달린 큰 구렁이를 퇴치했다는 전설이 있다. 다메토모는 자신이 구렁이를 퇴치했다는 증거로 구렁이의 비늘 세 개를 뽑아 소에 싣고 왔는데 비늘이 너무 무거워 소가 그만 깔려 죽고 말았고 아까워한 다메토모는 그 땅에 소의 시신을 묻어주었다. 훗날 사람들은 그곳을 「우시쓰」(牛津)이라 불렀다고 한다.
- 무사시 국의 아다치 군(足立郡) 미야노우치 촌(지금의 일본 기타모토 시)의 오오시마(大島) 집안은, 《신편풍토기》(新編風土記)에 따르면 "다이센노스케(大膳亮久) 집안이라고도 한다. 본국 이즈를 다스리고 오오시마에 머물러, 에이쇼(永正)ㆍ다이에이(大永) 연간에 오다와라 호조 씨에 속해 부슈(武州)에 살면서 전공을 세워, 에이로쿠 7년 갑자에 표창받았다. 그 외 창 두 자루를 소장하여 전한다. 또한 지금은 코노스(鴻巣)령 미야노우치 촌에서 살고 있다."라고 실려 있다. 다메토모의 서자 다로마루와 지로마루 쌍둥이 형제가 훗날 가마쿠라 막부의 싯켄 호조 도키마사에게 그 취지를 호소하여, 쇼군으로부터 다로마루는 오오시마, 지로마루는 하치죠지마를 영지로 받았다. 지로마루는 훗날 출가해 하치죠지마에 미타사(弥陀寺)를 지었다(현재의 종복사). 다로마루는 성년식을 치르고 오오시마타로 다메이에(大島太郞爲家)라 하였고, 뒤에 다메마사(爲政)라 개명했다고 한다. 센고쿠 시대의 다이묘 오오타(太田) 집안의 가신이었던 코노스(鴻巣) 7기(騎)의 한 명인 오오시마(大島) 다이센노스케 집안이 되어, 훗날 덴쇼 18년(1590년)에 있었던 오다와라 공성전 이후 오오시마로 귀향하여 계보를 이어가게 되었다. 이 밖에 가마쿠라 시대에 지금의 이와테 현 미야코 시에 본거지를 두었던 헤이(閉伊) 집안은 다메토모의 아들 헤이노 다메요리(閉伊爲賴, 다메유키爲家ㆍ요리모토賴基ㆍ유키미쓰行光라고도)를 그들 집안의 시조로 받들고 있다.
- 류큐 왕국의 정사인 《주잔세이칸》(中山世鑑)이나 관찬 노래집인 《오모로사우시》에서는, 미나모토노 다메토모가 죽지 않고 류큐(오키나와)로 도망쳤고 그의 아들이 류큐 왕가의 시조 슌텐(舜天)이 되었다고 전한다. 정사로서 다루어지고 있는 이 이야기는 훗날 에도 시대의 소설가 교쿠테이 바킨의 소설 《진세쓰ㆍ유미하리즈키》의 모티브가 되었는데 이에 대해서는 일본과 류큐가 원래 한 뿌리라는 소위 '일류동조론(日琉同祖論)'과 관련해 전하는 것이 많은데, 류큐 왕실인 쇼(尙)씨의 권위를 위해 만들어진 전설로 여겨진다. 한편 이 전설에 의거해 다이쇼 11년에 해군제독 도고 헤이하치로(東鄕平八郞)가 다메토모의 상륙 기념비를 세우기도 했다.

## 같이 보기
- 민속